# Bandeira Duarte
Oto Carlos Bandeira Duarte Filho, mais conhecido por Bandeira Duarte (Rio de Janeiro, 1904 - Rio de Janeiro, 1964) foi um ator, escritor, tradutor e teatrólogo brasileiro da primeira metade do século XX, autor de várias peças e fundador de entidade de classe dos autores teatrais no país.

### Peças de teatro
- A Garota (Teatro Serrador, 1941)[2]
- A Voz Humana (Teatro Royal, 1950)[2]
- A Poltrona 47 (R.S. Clube Ginástico Português, 1951)[2]
- Antígone (Teatro Brasileiro de Comédia - TBC, 1952)[2]
- Treze à Mesa (TBC, 1953)[2]

### Traduções
- Germinal, de Emile Zola (ed. Flores e Meno, 1935)[1]
- O Avarento, de Molière[2]

### Outras obras
- Espumas Flutuantes e Hinos do Equador, de Castro Alves (Zelio Valverde Editor, 1940 - nota biográfica e revisão de Bandeira Duarte)

## Filmografia
Bandeira Duarte participou de vários filmes brasileiros, dentre os quais:
Como autor:
- O Descobrimento do Brasil (1936, também como assistente de direção)
- Tererê Não Resolve (1938)

Como ator:
- Maridinho de Luxo (como "Barbosinha", 1938)
- Cidade-Mulher (1936)
- Argila (1940)